# Eidalimus fuscus
Eidalimus fuscus är en tvåvingeart som först beskrevs av Kraft och Cook 1961.  Eidalimus fuscus ingår i släktet Eidalimus och familjen vapenflugor. Inga underarter finns listade i Catalogue of Life.